# Dému
Dému (Demú en gascon) est une commune française située dans l'ouest du département du Gers, en région Occitanie. Sur le plan historique et culturel, la commune est dans le Bas-Armagnac, ou Armagnac noir, un pays s'inscrivant entre les vallées de l'Auzoue, la Gélise, la Douze et du Midou.
Exposée à un climat océanique altéré, elle est drainée par la Gélise, l'Izaute, le ruisseau du pesqué nau et par divers autres petits cours d'eau. La commune possède un patrimoine naturel remarquable : un site Natura 2000 (« la Gélise ») et quatre zones naturelles d'intérêt écologique, faunistique et floristique.
Dému est une commune rurale qui compte 318 habitants en 2022, après avoir connu un pic de population de 1 115 habitants en 1861.  Ses habitants sont appelés les Démucois ou  Démucoises.
Le patrimoine architectural de la commune comprend un immeuble protégé au titre des monuments historiques : la tour, inscrite en 1973.

## Géographie

### Localisation
Dému est une commune située à 36 km au sud-ouest de Condom sur la Gélise et sur l'Itinéraire à grand gabarit.

### Communes limitrophes
Les communes limitrophes sont Bascous, Castillon-Debats, Espas, Lannepax, Margouët-Meymes, Noulens, Ramouzens, Séailles et Vic-Fezensac.
| Bascous  | Noulens         | Ramouzens, Lannepax |
| Espas    | Dému            | Vic-Fezensac        |
| Séailles | Margouët-Meymes | Castillon-Debats    |

### Géologie et relief
Dému se situe en zone de sismicité 1 (sismicité très faible).

### Hydrographie

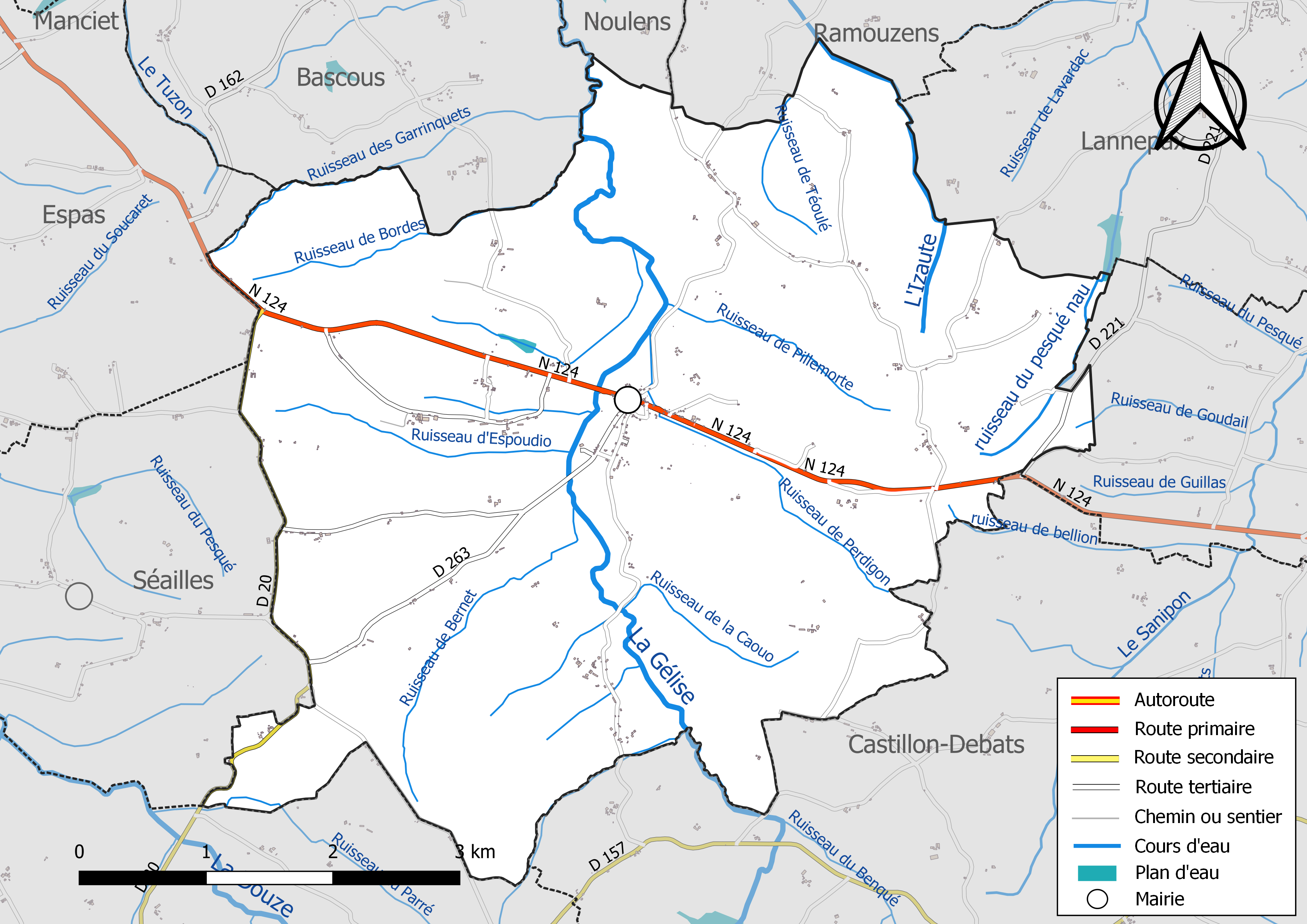
Réseaux hydrographique et routier de Dému.

La commune est dans le bassin de la Garonne, au sein du bassin hydrographique Adour-Garonne. Elle est drainée par la Gélise, l'Izaute, le ruisseau du pesqué nau, le ruisseau de Barrottes, le ruisseau de bellion, le ruisseau de Bernet, le ruisseau de Bordes, le ruisseau de Goudail, le ruisseau de la Caouo, le ruisseau de Perdigon, le ruisseau de Pillemorte, le ruisseau des Garrinquets, le ruisseau d'Espoudio, le ruisseau de Téoulé, et par divers petits cours d'eau, qui constituent un réseau hydrographique de 37 km de longueur totale,.
La Gélise, d'une longueur totale de 92 km, prend sa source dans la commune de Lupiac et s'écoule vers le nord. Elle traverse la commune et se jette dans la Baïse à Lavardac, après avoir traversé 20 communes.
L'Izaute, d'une longueur totale de 37,5 km, prend sa source dans la commune et s'écoule vers le nord. Il traverse la commune et se jette dans la Gélise à Castelnau d'Auzan Labarrère, après avoir traversé 11 communes.

### Climat
Pour des articles plus généraux, voir Climat de l'Occitanie et Climat du Gers.
En 2010, le climat de la commune est de type climat du Bassin du Sud-Ouest, selon une étude s'appuyant sur une série de données couvrant la période 1971-2000. En 2020, Météo-France publie une typologie des climats de la France métropolitaine dans laquelle la commune est exposée à un climat océanique altéré et est dans la région climatique Aquitaine, Gascogne, caractérisée par une pluviométrie abondante au printemps, modérée en automne, un faible ensoleillement au printemps, un été chaud (19,5 °C), des vents faibles, des brouillards fréquents en automne et en hiver et des orages fréquents en été (15 à 20 jours).
Pour la période 1971-2000, la température annuelle moyenne est de 13,3 °C, avec une amplitude thermique annuelle de 15,1 °C. Le cumul annuel moyen de précipitations est de 830 mm, avec 10,8 jours de précipitations en janvier et 6,4 jours en juillet. Pour la période 1991-2020, la température moyenne annuelle observée sur la station météorologique la plus proche, située sur la commune de Lupiac à 9 km à vol d'oiseau, est de 13,8 °C et le cumul annuel moyen de précipitations est de 879,7 mm,. Pour l'avenir, les paramètres climatiques de la commune estimés pour 2050 selon différents scénarios d'émission de gaz à effet de serre sont consultables sur un site dédié publié par Météo-France en novembre 2022.

### Milieux naturels et biodiversité

#### Réseau Natura 2000

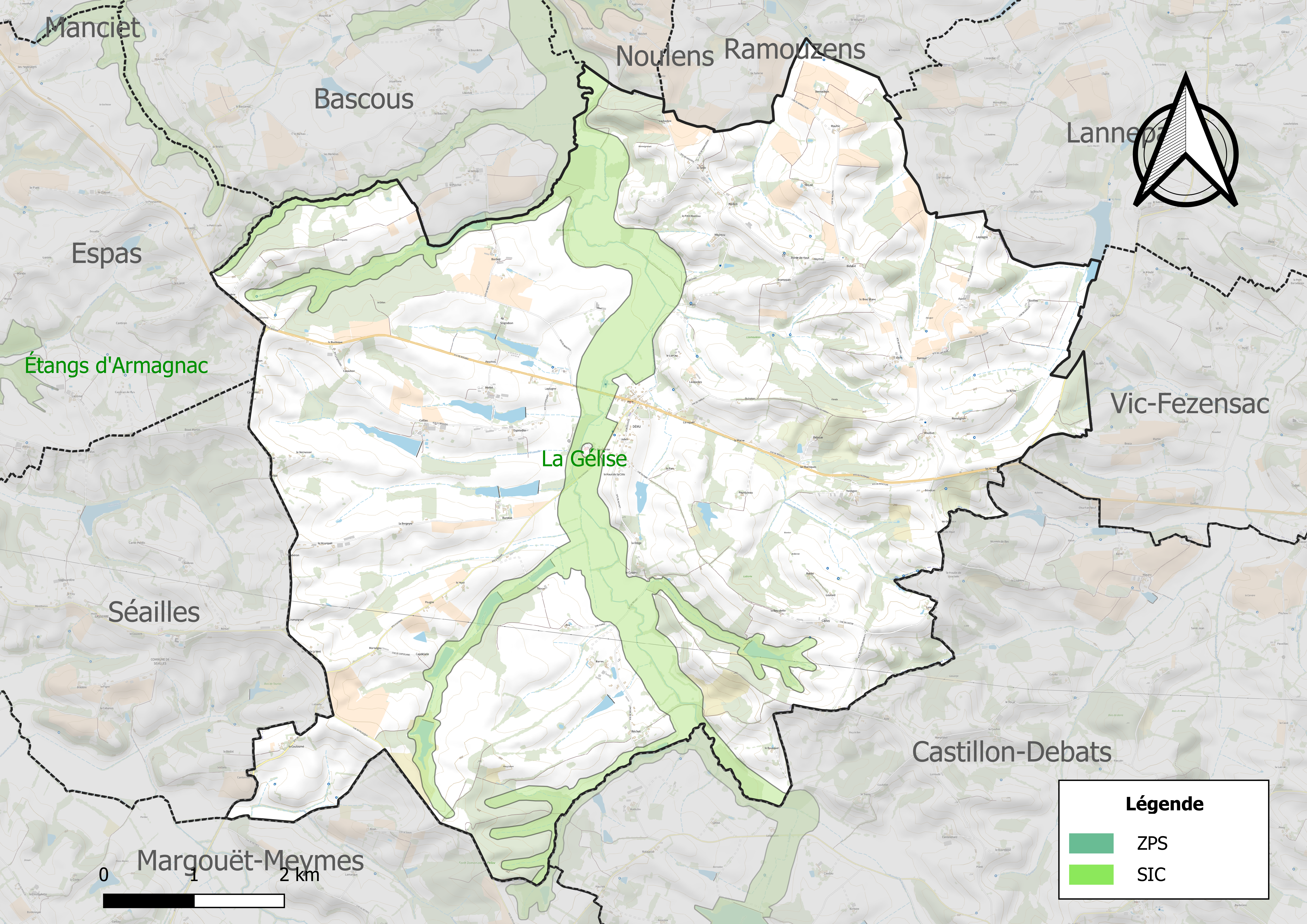
Site Natura 2000 sur le territoire communal.

Le réseau Natura 2000 est un réseau écologique européen de sites naturels d'intérêt écologique élaboré à partir des directives habitats et oiseaux, constitué de zones spéciales de conservation (ZSC) et de zones de protection spéciale (ZPS).
Un site Natura 2000 a été défini sur la commune au titre de la directive habitats : « la Gélise », d'une superficie de 3 785 ha, un espace offrant de nombreux habitats et habitats d'espèces d'intérêt communautaire, du fait de la diversité des territoires traversés par la Gélise et ses affluents, combinés au fonctionnement particulier du lit majeur et à la gestion actuelle des milieux.

#### Zones naturelles d'intérêt écologique, faunistique et floristique
L’inventaire des zones naturelles d'intérêt écologique, faunistique et floristique (ZNIEFF) a pour objectif de réaliser une couverture des zones les plus intéressantes sur le plan écologique, essentiellement dans la perspective d’améliorer la connaissance du patrimoine naturel national et de fournir aux différents décideurs un outil d’aide à la prise en compte de l’environnement dans l’aménagement du territoire.
Une ZNIEFF de type 1 est recensée sur la commune :
les « étangs et bois de Bordes et Seignebon » (86 ha), couvrant 2 communes du département et trois ZNIEFF de type 2, : 
- « la Douze et milieux annexes » (11 575 ha), couvrant 29 communes dont 26 dans le Gers et trois dans les Landes[18] ;
- « la Gélise et milieux annexes » (6 362 ha), couvrant 18 communes dont 13 dans le Gers, trois dans les Landes et deux en Lot-et-Garonne[19] ;
- « l'Izaute et milieux annexes » (2 772 ha), couvrant 13 communes dont 12 dans le Gers et une en Lot-et-Garonne[20].

Carte des ZNIEFF de type 1 et 2 à Dému.
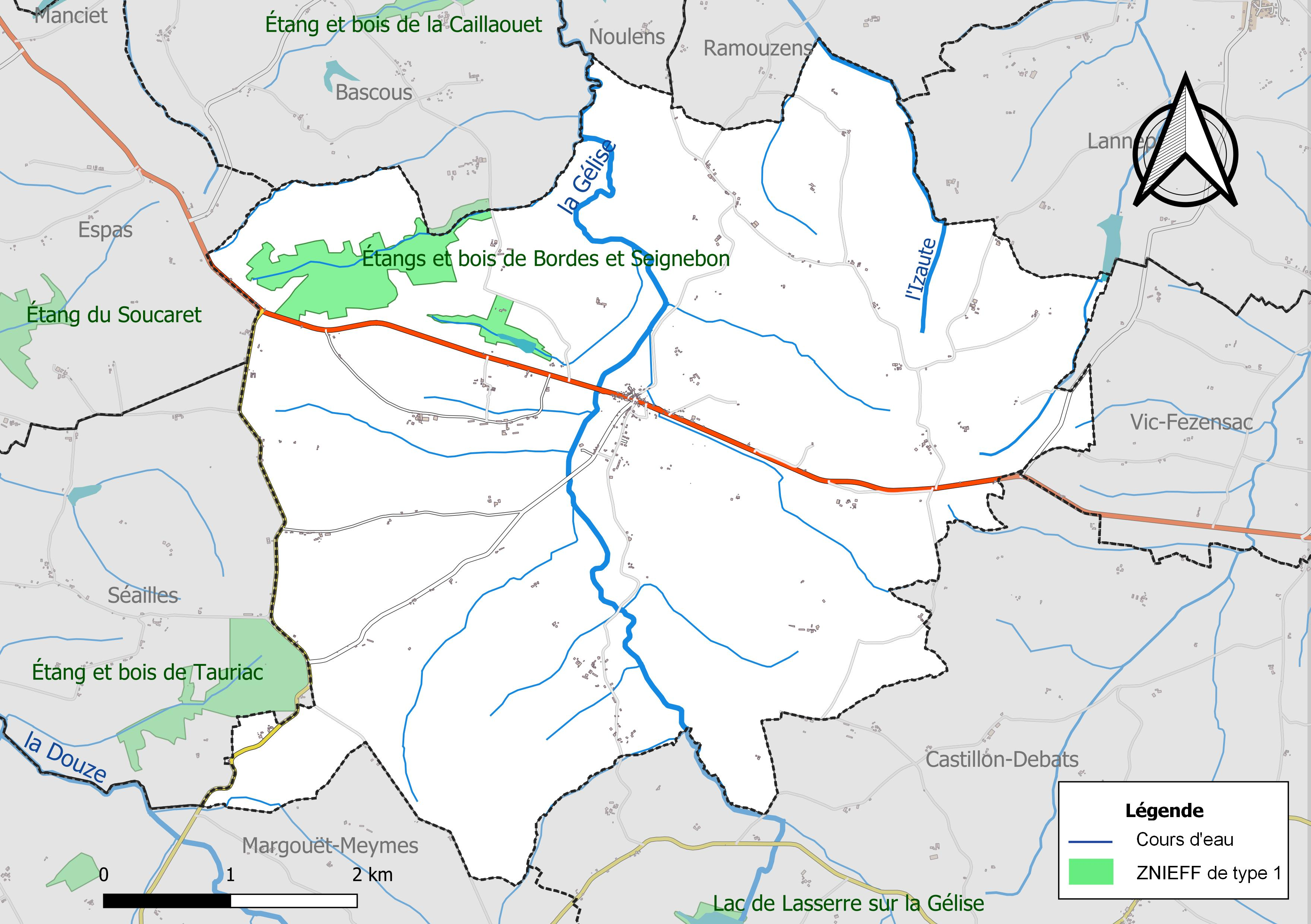
Carte de la ZNIEFF de type 1 sur la commune.
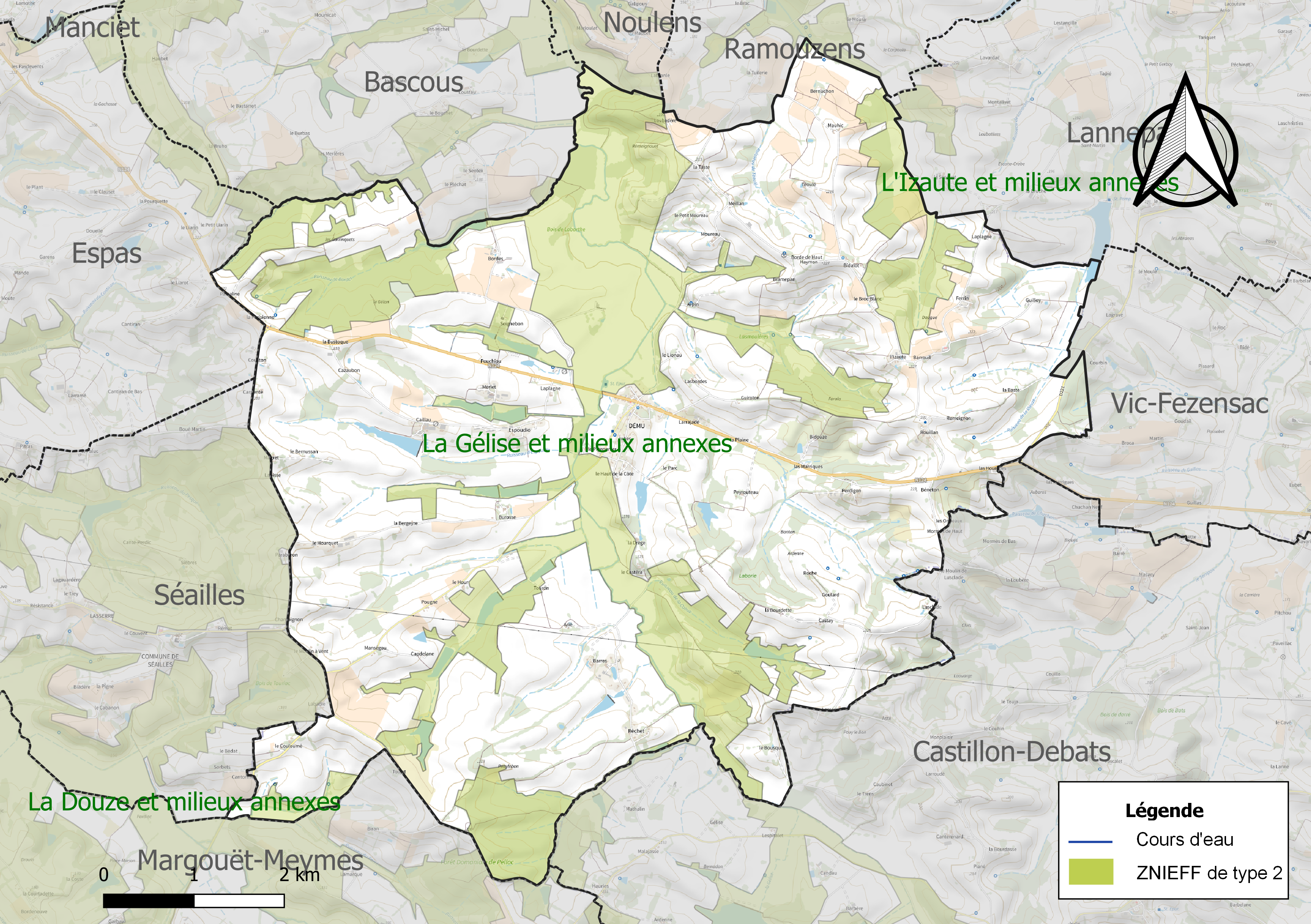
Carte des ZNIEFF de type 2 sur la commune.

## Urbanisme

### Typologie
Au 1er janvier 2024, Dému est catégorisée commune rurale à habitat très dispersé, selon la nouvelle grille communale de densité à sept niveaux définie par l'Insee en 2022.
Elle est située hors unité urbaine et hors attraction des villes,.

### Occupation des sols
L'occupation des sols de la commune, telle qu'elle ressort de la base de données européenne d’occupation biophysique des sols Corine Land Cover (CLC), est marquée par l'importance des territoires agricoles (88,5 % en 2018), en diminution par rapport à 1990 (90 %). La répartition détaillée en 2018 est la suivante : 
terres arables (49,8 %), prairies (26,9 %), forêts (11,5 %), zones agricoles hétérogènes (9,8 %), cultures permanentes (2 %). L'évolution de l’occupation des sols de la commune et de ses infrastructures peut être observée sur les différentes représentations cartographiques du territoire : la carte de Cassini (XVIIIe siècle), la carte d'état-major (1820-1866) et les cartes ou photos aériennes de l'IGN pour la période actuelle (1950 à aujourd'hui).

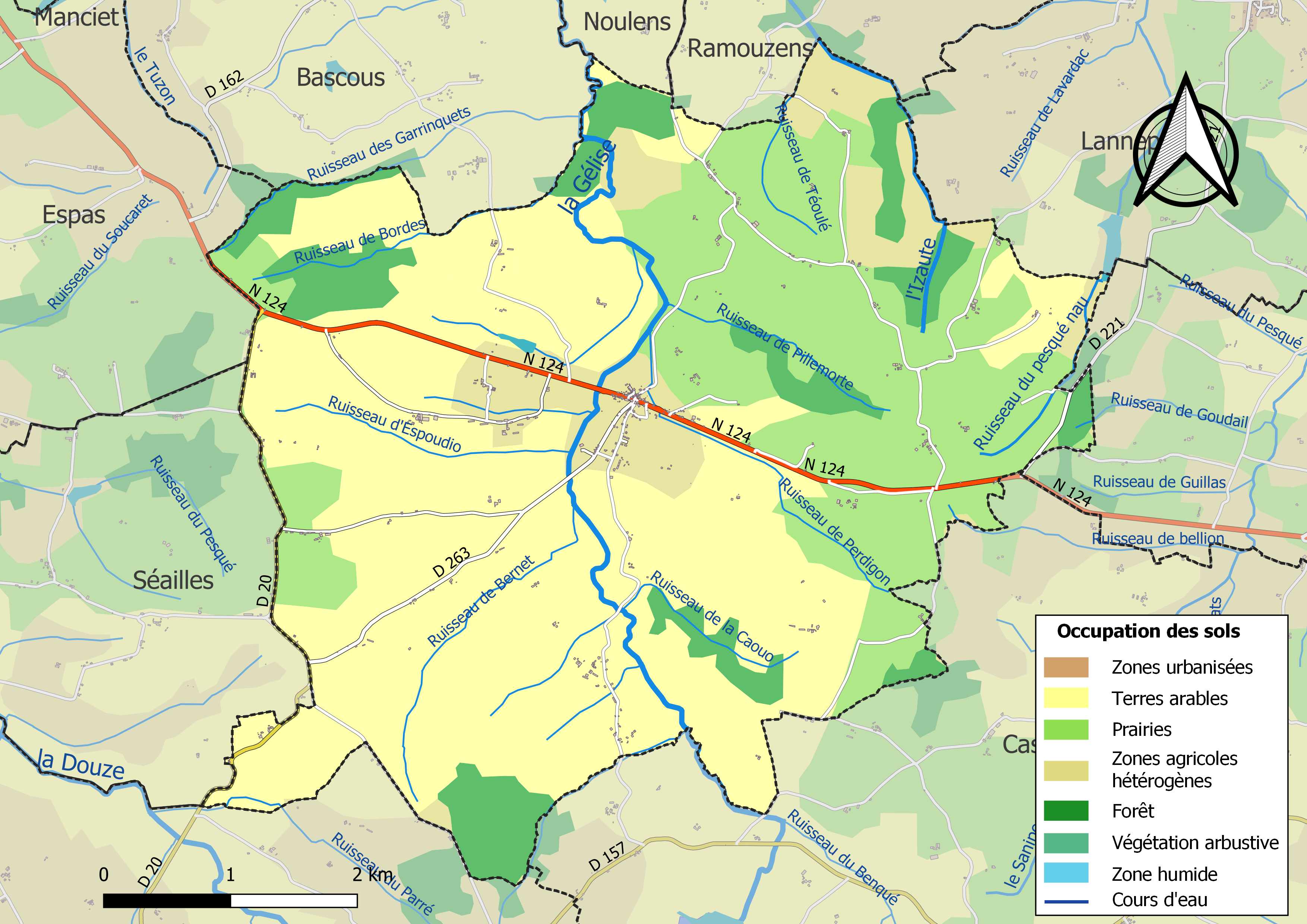
Carte des infrastructures et de l'occupation des sols de la commune en 2018 (CLC).

### Risques majeurs
Le territoire de la commune de Dému est vulnérable à différents aléas naturels : météorologiques (tempête, orage, neige, grand froid, canicule ou sécheresse) et séisme (sismicité très faible). Un site publié par le BRGM permet d'évaluer simplement et rapidement les risques d'un bien localisé soit par son adresse soit par le numéro de sa parcelle.

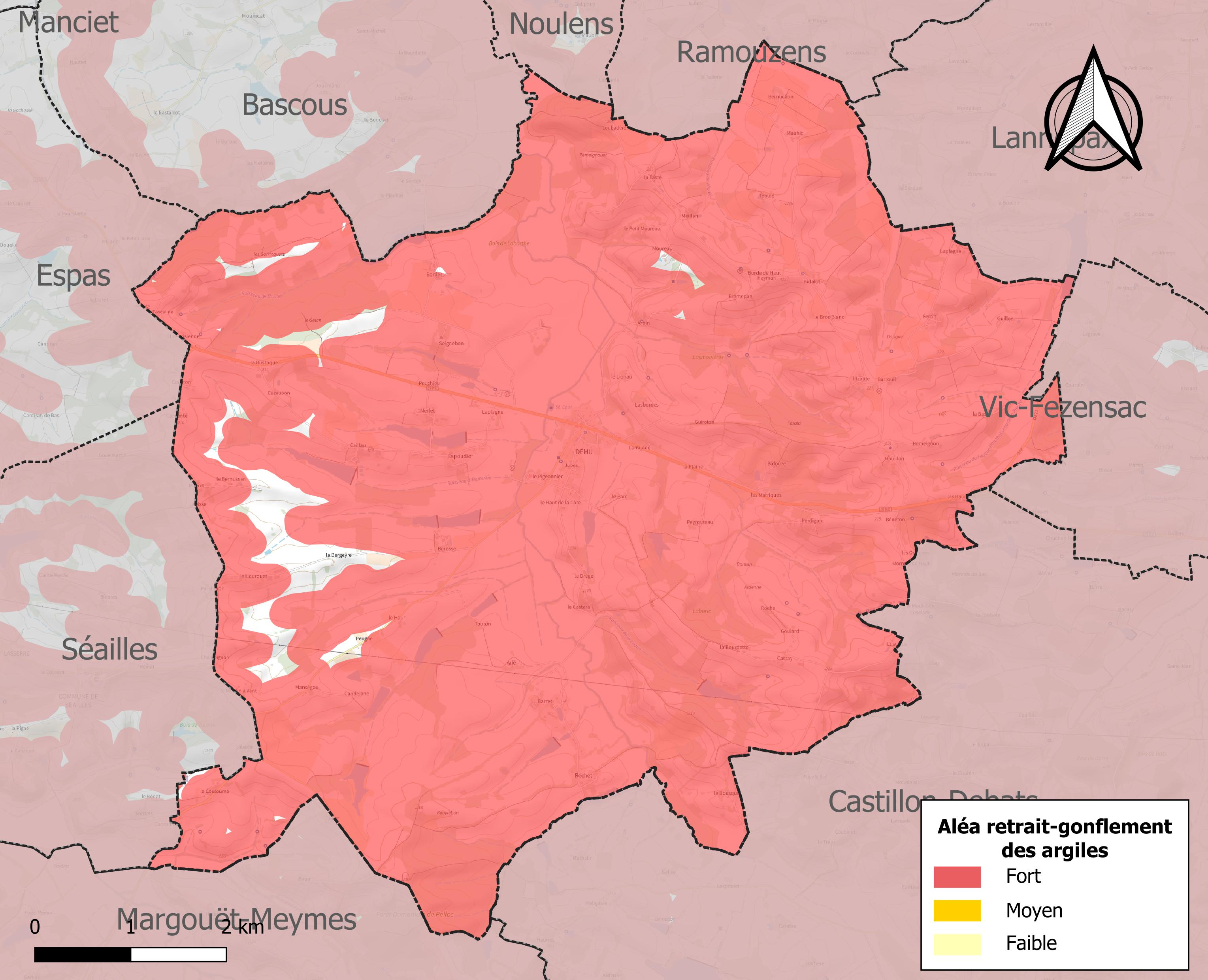
Carte des zones d'aléa retrait-gonflement des sols argileux de Dému.

Le retrait-gonflement des sols argileux est susceptible d'engendrer des dommages importants aux bâtiments en cas d’alternance de périodes de sécheresse et de pluie. 97,1 % de la superficie communale est en aléa moyen ou fort (94,5 % au niveau départemental et 48,5 % au niveau national). Sur les 208 bâtiments dénombrés sur la commune en 2019, 204 sont en aléa moyen ou fort, soit 98 %, à comparer aux 93 % au niveau départemental et 54 % au niveau national. Une cartographie de l'exposition du territoire national au retrait gonflement des sols argileux est disponible sur le site du BRGM,.
Par ailleurs, afin de mieux appréhender le risque d’affaissement de terrain, l'inventaire national des cavités souterraines permet de localiser celles situées sur la commune.
La commune a été reconnue en état de catastrophe naturelle au titre des dommages causés par les inondations et coulées de boue survenues en 1999, 2009, 2013 et 2018. Concernant les mouvements de terrains, la commune a été reconnue en état de catastrophe naturelle au titre des dommages causés par la sécheresse en 1989, 1992, 1993, 2011 et 2012 et par des mouvements de terrain en 1999.

## Politique et administration

### Liste des maires
| Période                                  | Période  | Identité           | Étiquette | Qualité              |
| ---------------------------------------- | -------- | ------------------ | --------- | -------------------- |
| avant 1995                               | ?        | Yvon Larre         | DVD       |                      |
| mars 2001                                | 2008     | Italo Scaravetti   |           |                      |
| mars 2008                                | 2014     | Danièle Barthélemy |           |                      |
| mars 2014                                | En cours | Thierry Frénot     | DVD       | Agriculteur retraité |
| Les données manquantes sont à compléter. |          |                    |           |                      |

## Population et société

### Démographie
L'évolution du nombre d'habitants est connue à travers les recensements de la population effectués dans la commune depuis 1793. Pour les communes de moins de 10 000 habitants, une enquête de recensement portant sur toute la population est réalisée tous les cinq ans, les populations de référence des années intermédiaires étant quant à elles estimées par interpolation ou extrapolation. Pour la commune, le premier recensement exhaustif entrant dans le cadre du nouveau dispositif a été réalisé en 2004.

En 2022, la commune comptait 318 habitants, en évolution de −7,02 % par rapport à 2016 (Gers : +1,04 %, France hors Mayotte : +2,11 %).
| 1793 | 1800 | 1806 | 1821 | 1831  | 1841  | 1846  | 1851  | 1856  |
| ---- | ---- | ---- | ---- | ----- | ----- | ----- | ----- | ----- |
| 890  | 981  | 980  | 906  | 1 012 | 1 005 | 1 063 | 1 047 | 1 094 |

| 1861  | 1866  | 1872 | 1876  | 1881  | 1886 | 1891 | 1896 | 1901 |
| ----- | ----- | ---- | ----- | ----- | ---- | ---- | ---- | ---- |
| 1 115 | 1 079 | 968  | 1 029 | 1 017 | 981  | 853  | 857  | 791  |

| 1906 | 1911 | 1921 | 1926 | 1931 | 1936 | 1946 | 1954 | 1962 |
| ---- | ---- | ---- | ---- | ---- | ---- | ---- | ---- | ---- |
| 747  | 714  | 634  | 607  | 579  | 583  | 561  | 480  | 456  |

| 1968 | 1975 | 1982 | 1990 | 1999 | 2004 | 2006 | 2009 | 2014 |
| ---- | ---- | ---- | ---- | ---- | ---- | ---- | ---- | ---- |
| 403  | 372  | 314  | 325  | 339  | 353  | 344  | 326  | 344  |

| 2019 | 2022 | - | - | - | - | - | - | - |
| ---- | ---- | - | - | - | - | - | - | - |
| 328  | 318  | - | - | - | - | - | - | - |

## Économie

### Revenus
En 2018  (données Insee publiées en septembre 2021), la commune compte 155 ménages fiscaux, regroupant 323 personnes. La médiane du revenu disponible par unité de consommation est de 20 570 € (20 820 € dans le département).

### Emploi
|                | 2008  | 2013   | 2018  |
| -------------- | ----- | ------ | ----- |
| Commune        | 4,7 % | 10,5 % | 8,5 % |
| Département    | 6,1 % | 7,5 %  | 8,2 % |
| France entière | 8,3 % | 10 %   | 10 %  |

En 2018, la population âgée de 15 à 64 ans s'élève à 191 personnes, parmi lesquelles on compte 73,9 % d'actifs (65,4 % ayant un emploi et 8,5 % de chômeurs) et 26,1 % d'inactifs,. En  2018, le taux de chômage communal (au sens du recensement) des 15-64 ans est supérieur à celui du département, mais inférieur à celui de la France, alors qu'il était inférieur à celui du département et de la France en 2008.
La commune est hors attraction des villes,. Elle compte 81 emplois en 2018, contre 89 en 2013 et 76 en 2008. Le nombre d'actifs ayant un emploi résidant dans la commune est de 130, soit un indicateur de concentration d'emploi de 62,6 % et un taux d'activité parmi les 15 ans ou plus de 48,6 %.
Sur ces 130 actifs de 15 ans ou plus ayant un emploi, 44 travaillent dans la commune, soit 34 % des habitants. Pour se rendre au travail, 79,7 % des habitants utilisent un véhicule personnel ou de fonction à quatre roues, 9,4 % s'y rendent en deux-roues, à vélo ou à pied et 10,9 % n'ont pas besoin de transport (travail au domicile).

### Activités hors agriculture
29 établissements sont implantés  à Dému au 31 décembre 2019. Le tableau ci-dessous en détaille le nombre par secteur d'activité et compare les ratios avec ceux du département,.
Le secteur du commerce de gros et de détail, des transports, de l'hébergement et de la restauration est prépondérant sur la commune puisqu'il représente 31 % du nombre total d'établissements de la commune (9 sur les 29 entreprises implantées  à Dému), contre 27,7 % au niveau départemental.

### Agriculture
La commune est dans le Bas-Armagnac, une petite région agricole occupant une partie ouest du département du Gers. En 2020, l'orientation technico-économique de l'agriculture  sur la commune est la polyculture et/ou le polyélevage.
|               | 1988  | 2000  | 2010  | 2020  |
| ------------- | ----- | ----- | ----- | ----- |
| Exploitations | 40    | 32    | 23    | 27    |
| SAU (ha)      | 2 192 | 1 914 | 1 504 | 1 783 |

Le nombre d'exploitations agricoles en activité et ayant leur siège dans la commune est passé de 40 lors du recensement agricole de 1988  à 32 en 2000 puis à 23 en 2010 et enfin à 27 en 2020, soit une baisse de 32 % en 32 ans. Le même mouvement est observé à l'échelle du département qui a perdu pendant cette période 51 % de ses exploitations,. La surface agricole utilisée sur la commune a également diminué, passant de 2 192 ha en 1988 à 1 783 ha en 2020. Parallèlement la surface agricole utilisée moyenne par exploitation a augmenté, passant de 55 à 66 ha.

## Culture locale et patrimoine

### Lieux et monuments
- Tour de Dému.
- Horloge monumentale de la Tour de Dému.
- Sanctuaire Notre-Dame du Bernet en Dému.
- Église de Daugue.

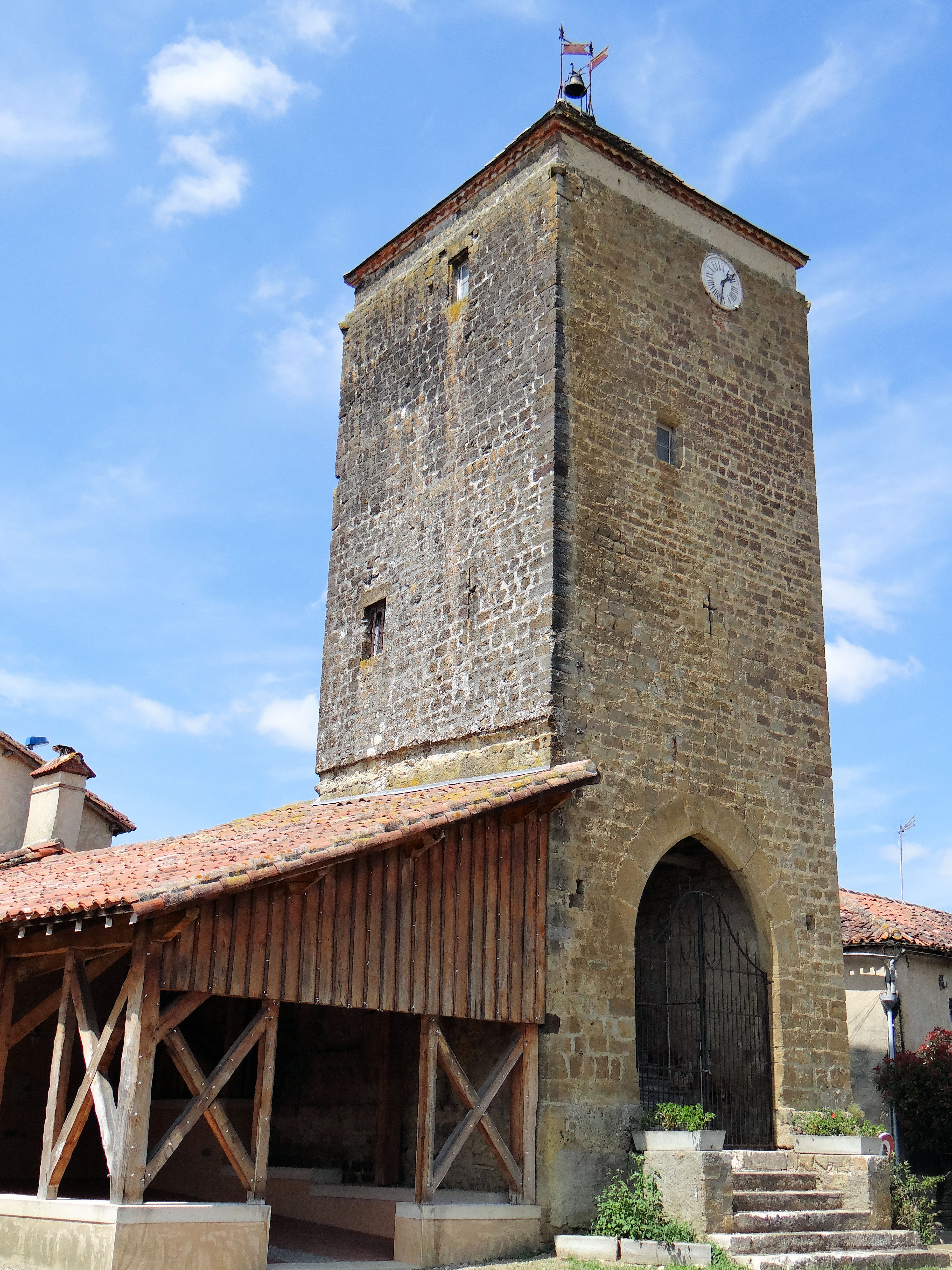
Tour de Dému.
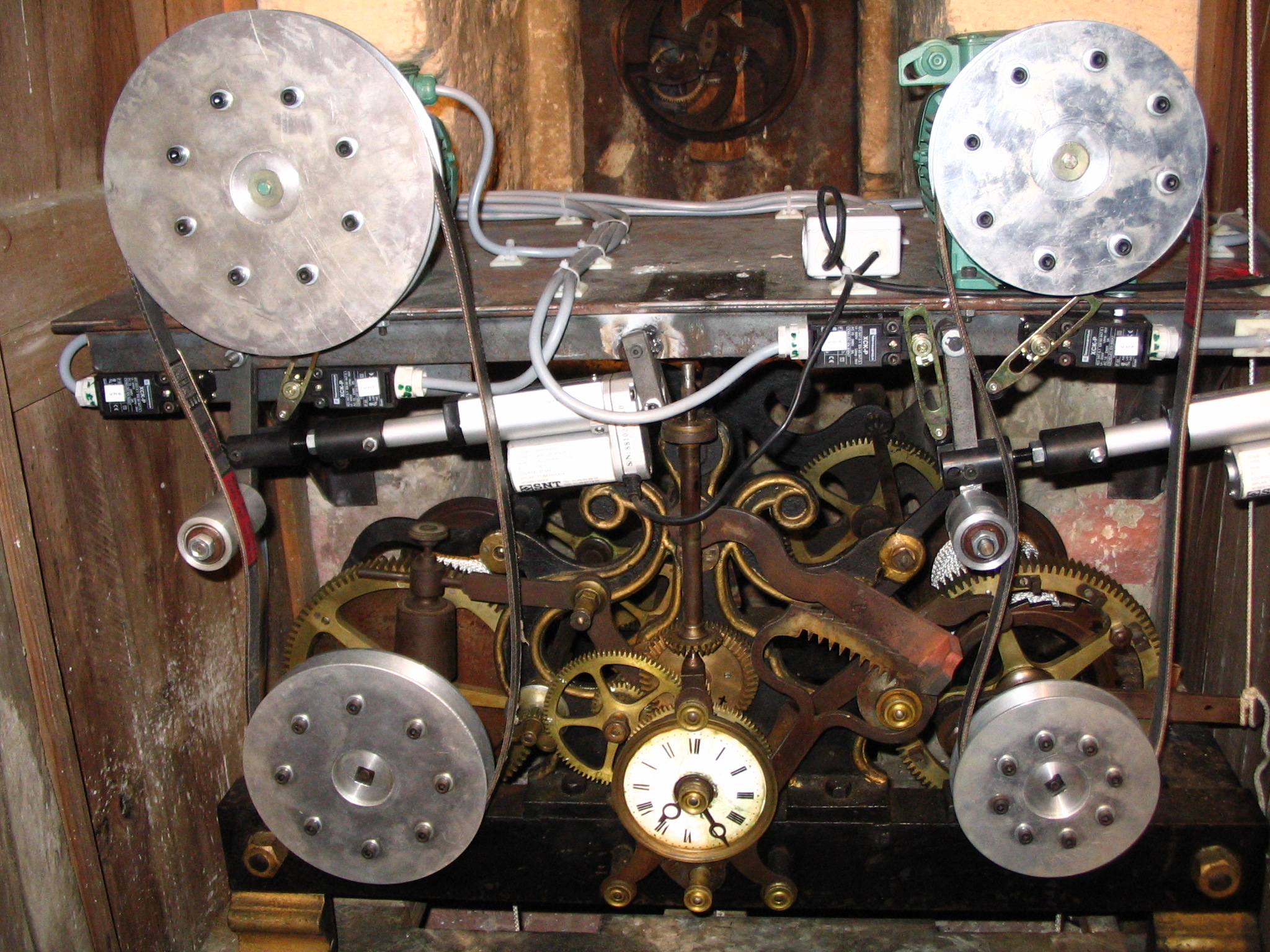
Horloge de la tour de Dému.

### Personnalités liées à la commune
- Georges de Burosse (1778-1847) : homme politique et ancien maire de la commune ;
- Schneour Zalman Schneersohn (1898-1980) : grand-rabbin ayant ouvert un foyer pour enfants au domaine de Seignebon en 1941.

### Héraldique
| Blason | Blasonnement : Écartelé : au premier d'argent au lion contourné de gueules, au second de gueules à la croix cléchée, vidée et pommetée de douze pièces d'or, au troisième de gueules au lion d'or, au quatrième d'argent à la tour de gueules maçonnée de sable, ouverte et ajourée du champ (création en 2002). |